# 1445 км (зупинний пункт)
1445 км — зупинний пункт Одеської залізниці. Розташований біля села Кам'янка Роздільнянського району Одеської області, за 8 км на південь від Роздільної по залізниці Подільськ—Одеса. На вивісках і в розкладах також уживається назва Кам'янка.
Тут роблять зупинку електропоїзди Одеса — Роздільна — Вапнярка  (крім одного прискореного рейсу), Одеса — Балта та Одеса — Мигаєве. Пасажирські поїзди не зупиняються, натомість мають зупинку в Роздільній.